# Ludi Boeken
Pour les articles homonymes, voir Boeken.
 (octobre 2022).
La mise en forme du texte ne suit pas les recommandations de Wikipédia : il faut le « wikifier ».
Les points d'amélioration suivants sont les cas les plus fréquents. Le détail des points à revoir est peut-être précisé sur la page de discussion.
- Les titres sont pré-formatés par le logiciel. Ils ne sont ni en capitales, ni en gras.
- Le texte ne doit pas être écrit en capitales (les noms de famille non plus), ni en gras, ni en italique, ni en « petit »…
- Le gras n'est utilisé que pour surligner le titre de l'article dans l'introduction, une seule fois.
- L'italique est rarement utilisé : mots en langue étrangère, titres d'œuvres, noms de bateaux, etc.
- Les citations ne sont pas en italique mais en corps de texte normal. Elles sont entourées par des guillemets français : « et ».
- Les listes à puces sont à éviter, des paragraphes rédigés étant largement préférés. Les tableaux sont à réserver à la présentation de données structurées (résultats, etc.).
- Les appels de note de bas de page (petits chiffres en exposant, introduits par l'outil «  Source ») sont à placer entre la fin de phrase et le point final[comme ça].
- Les liens internes (vers d'autres articles de Wikipédia) sont à choisir avec parcimonie. Créez des liens vers des articles approfondissant le sujet. Les termes génériques sans rapport avec le sujet sont à éviter, ainsi que les répétitions de liens vers un même terme.
- Les liens externes sont à placer uniquement dans une section « Liens externes », à la fin de l'article. Ces liens sont à choisir avec parcimonie suivant les règles définies. Si un lien sert de source à l'article, son insertion dans le texte est à faire par les notes de bas de page.
- La présentation des références doit suivre les conventions bibliographiques. Il est recommandé d'utiliser les modèles {{Ouvrage}}, {{Chapitre}}, {{Article}}, {{Lien web}} et/ou {{Bibliographie}}. Le mode d'édition visuel peut mettre en forme automatiquement les références.
- Insérer une infobox (cadre d'informations à droite) n'est pas obligatoire pour parachever la mise en page.

Pour une aide détaillée, merci de consulter Aide:Wikification.
Si vous pensez que ces points ont été résolus, vous pouvez retirer ce bandeau et améliorer la mise en forme d'un autre article.
 (octobre 2022).
Si vous disposez d'ouvrages ou d'articles de référence ou si vous connaissez des sites web de qualité traitant du thème abordé ici, merci de compléter l'article en donnant les références utiles à sa vérifiabilité et en les liant à la section « Notes et références ».
Ludi Boeken est un réalisateur et producteur néerlandais.

## Biographie
Né à Amsterdam en 1952, Ludi Boeken a étudié le cinéma à la London Film School, puis à l’université de Tel Aviv. Il devient correspondant en Israël, puis grand reporter, réalisateur pour la télévision hollandaise et la BBC. En 1981, son documentaire Qui a tué Georgi Markov ? reçoit un Emmy Award.
En 1979, il fonde Belbo Films, société qui produira, entre autres, La Fracture du myocarde de Jacques Fansten, Vincent et Théo de Robert Altman, et Silent Tongue de Sam Shepard.
En 1994, il crée Raphaël Films, où il développera Le Montreur de boxe de Dominique Ladoge et surtout Train de vie de Radu Mihaileanu.
Il fait ses premiers pas de réalisateur pour le cinéma en 2002 avec Britney Baby One More Time qui participera à plus de trente festivals dans le monde entier (dont le festival de Sundance). Il coréalise ensuite avec Michael J. Lerner, Deadlines (2004) avec Anne Parillaud, une fiction au style documentaire tirée de ses expériences de grand reporter. En 2009 il réalise Marga, un projet de longue date qui lui tenait particulièrement à cœur, basé sur les mémoires de Marga Spiegel (en).

## Filmographie

### Comme Producteur
- Train de vie de Radu Mihaileanu
- Comme des rois de François Velle
- Zeus et Roxanne de George Trumbull Miller
- D'amour et d'eau salée de Edwin Baily
- Le Montreur de boxe de Dominique Ladoge
- Hoffman's Hunger de Leon de Winter
- Les Épées de diamant de Denys de La Patellière
- Roulez jeunesse ! de Jacques Fansten
- Silent tongue de Sam Shepard
- Comme un bateau la mer en moins de Dominique Ladoge
- La Fracture du myocarde de Jacques Fansten
- Vincent et Théo de Robert Altman
- Dreamers de Uri Barbash
- The Vintner's Luck de Niki Caro
- Q de Laurent Bouhnik
- Marga de Ludi Boeken
- Jappeloup de Christian Duguay

### Comme Réalisateur
- 2002 : Britney, Baby, One More Time
- 2004 : Deadlines
- 2010 : Marga de Ludi Boeken

### Comme Acteur
- 2013 : World War Z de Marc Forster